# Дешпаль, Шиме
Шиме Дешпаль (хорв. Šime Dešpalj, алб. Shime Deshpali; 16 февраля 1897, Арбанаси, ныне в составе Задара, Австро-Венгрия — 16 января 1981, Задар, Югославия) — хорватский дирижёр, композитор и литератор албанского происхождения. Отец Павле и Вальтера Дешпалей.
Учился в своём родном городе у Франо Ледерера (фортепиано, гармония), Франческо Спаде (скрипка), Йосипа Хладека (дирижирование, инструментовка), Карела Моора (контрапункт). В 1915—1918 гг. на фронтах Первой мировой войны, затем вернулся в родной город и продолжил обучение у Ледерера, начал выступать как хоровой дирижёр. В 1921 году уехал из Задара, находившегося в этот период под властью Италии, в Югославию. До 1943 года руководил различными хоровыми коллективами и духовыми оркестрами в городах Хвар, Раб, Паг и Блато. В 1943 году руководил культурно-музыкальной работой партизанского соединения в окрестностях Дубровника. В 1944—1945 гг. возглавлял театральный оркестр в Дубровнике, в 1945—1946 гг. в Задаре. Затем до 1973 года руководил в Задаре различными хоровыми коллективами, вёл педагогическую работу.
Композиторское наследие Дешпаля включает сочинения для струнного и духового оркестра, хоровые и вокальные произведения, в значительной мере основанные на фольклоре. Опера «Вана» осталась неоконченной. Дешпаль также писал стихи и прозу на албанском языке, опубликовал сборник рассказов «Арбенешские истории» (алб. Tregime arbnore; 1966) и сборники стихов «Рассветы и закаты Арбенеша» (алб. Agimet dhe parambramjet e Arbneshit; 1969) и «Правда» (алб. E vërteta; 1972) — все три книги посвящены жизни албанской общины Задара и окрестностей. В 2023 году сборник стихов Дешпаля был издан в переводе на хорватский язык.